# Boxa als Jocs Olímpics d'estiu de 1908

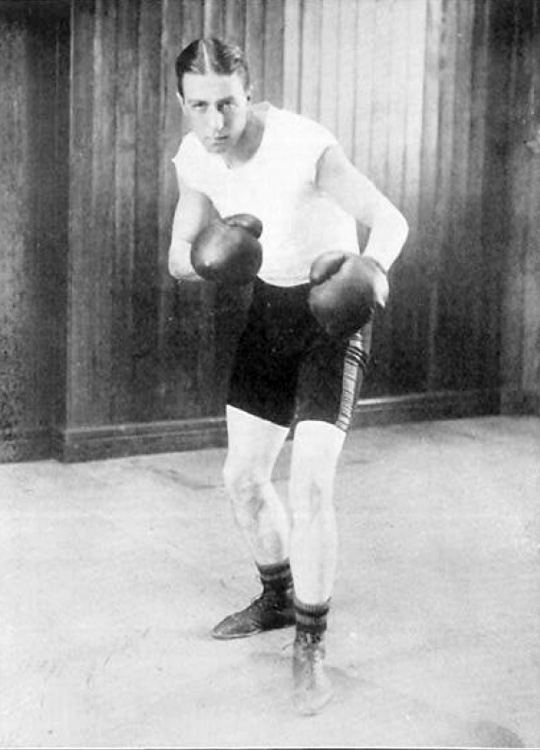
Fotografia de Johnny Douglas, medalla d'or en els Jocs.

Als Jocs Olímpics de 1908 realitzats a la ciutat de Londres es disputaren 5 proves de boxa, totes elles en categoria masculina. Totes les proves es van celebrar el 27 d'octubre d'aquell any a l'Institut Northampton del barri de Clerkenwell.
Hi va haver tres rondes en cada prova, les primeres dues rondes foren de tres minuts de durada i l'última de quatre minuts. Cada combat comptà amb dos jutges que donaren 5 punts al millor boxador en cadascuna de les dues primeres rondes i 7 per al millor boxador de la tercera. Així mateix també es donaren punts proporcionals a altres boxadors per la qualitat del combat. Si els jutges no estaven d'acord amb el guanyador final del combat l'àrbitre podia escollir el guanyador o realitzar una quarta ronda de millora.
Hi participaren un total de 42 boxadors, 32 de l'equip britànic, 7 francesos, 2 danesos i 1 d'Australàsia.

## Resum de medalles
| Prova                                   | Or              | Argent            | Bronze        |
| Pes gall (-52.6 kg / 116 lb) detalls    | Henry Thomas    | John Condon       | William Webb  |
| Pes ploma (-57.2 kg / 126 lb) detalls   | Richard Gunn    | Charles Morris    | Hugh Roddin   |
| Pes lleuger (-63.5 kg / 140 lb) detalls | Frederick Grace | Frederick Spiller | Harry Johnson |
| Pes mig (-71.7 kg / 158 lb) detalls     | Johnny Douglas  | Reginald Baker    | William Philo |
| Pes pesant (+ 71.7 kg/158 lb) detalls   | Albert Oldman   | Sydney Evans      | Frank Parks   |

## Medaller
| Posició | País        | Or | Argent | Bronze | Total |
| 1       | Regne Unit  | 5  | 4      | 5      | 14    |
| 2       | Australàsia | 0  | 1      | 0      | 1     |